# 蚩尤

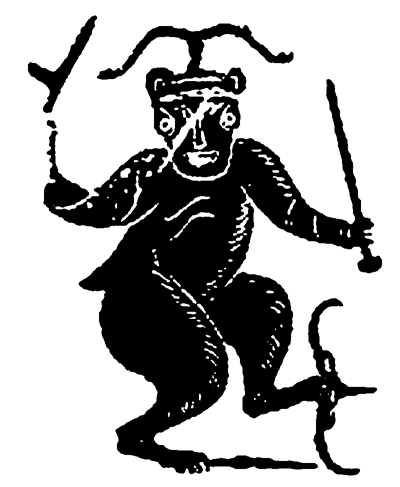
蚩尤。武氏祠画像石をもとにした金石索の木版画

蚩尤（しゆう、拼音: Chīyóu）は、中国神話に登場する神である。『路史』では姓は姜で炎帝神農氏の子孫であるとされる。獣身で銅の頭に鉄の額を持つという。また四目六臂で人の身体に牛の頭と鳥の蹄（異説では蛇の首と亀の足）を持つ、頭に角があるなどといわれる。

## 概要

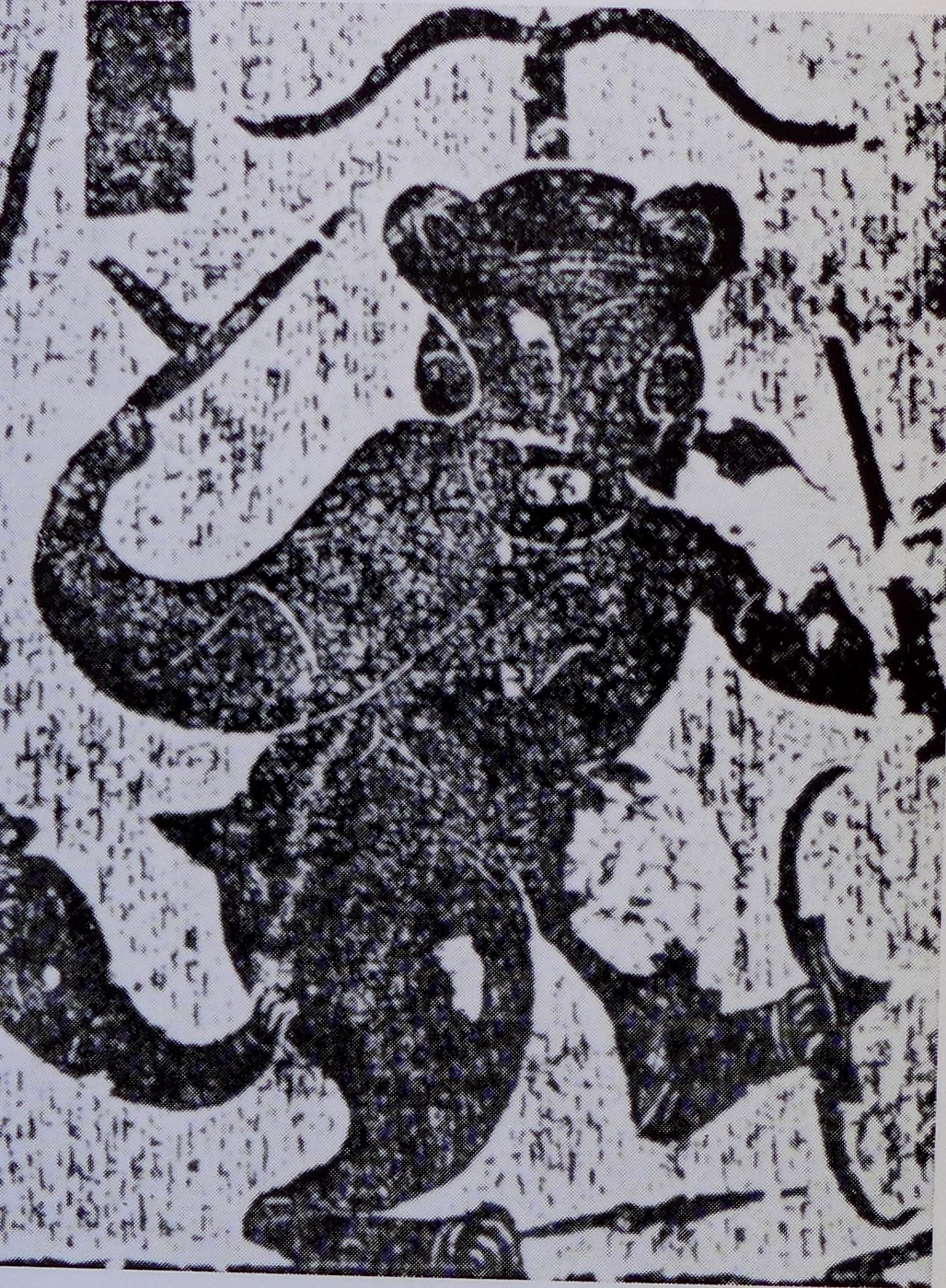
蚩尤　山東省嘉祥県武氏祠画像石　拓本

『述異記』によると石や鉄を食べたという。超能力を持ち、性格は勇敢で忍耐強く、同じ姿をした魔神のような兄弟が81人（『魚龍河図』による。『述異記』では72人）いたという。『書経』では性格は邪であり、その凶暴・貪欲さはフクロウにたとえられて「鴟義」（しぎ）と表現されたりしており、「反乱」というものをはじめて行った存在として挙げられている。
古代中国の帝であった黄帝（炎帝であるとも）から王座を奪うという野望を持っており神農氏の世の末期（帝楡罔の代）に、乱を起こして、兄弟の他に無数の魑魅魍魎や風伯・雨師を味方にし、風・雨・煙・霧などを巻き起こして黄帝と涿鹿の野で戦った（涿鹿の戦い）。『平妖伝』によれば、風伯は八方の風を起こす「風母（ふうぼ）」を、雨師は五色の雲を起こす「雲母（うんぼ）」を、そして蚩尤は百里の霧を起こす「霧母（むぼ）」を持っていたと伝えている。濃霧を起こして視界を悪くしたり魑魅魍魎たちを駆使して黄帝の軍勢を苦しめたが、黄帝は指南車を使って方位を示して霧を突破し、妖怪たちのおそれる龍の鳴き声に似た音を角笛と五百里に聞こえる雷獣・夔製の太鼓を使って響かせてひるませ、軍を押し進めて遂にこれを捕え殺したといわれている。『山海経』「大荒北経」に記されている黄帝による蚩尤との交戦の描写には旱魃を司る天女・魃と水土を司る神龍・応竜が黄帝に加勢しており、蚩尤を殺したとされている。最後に捕らえられた蚩尤は、諸悪の根源として殺されたが、このとき逃げられるのを恐れて、手枷と足枷を外さず、息絶えてからようやく外された。蚩尤の体は二つに分かれて封印したが、身体から滴り落ちた鮮血で赤く染まった枷は、その後「楓（フウ）」となり、毎年秋になると赤く染まるのは、蚩尤の血に染められた恨みが宿っているからだという。赤い色は蚩尤を示すともされ、赤旗を「蚩尤旗」と言い、黄帝はその蚩尤征伐後はそのすがたを描いた旗を示してその威勢の象徴ともした。『史記』「天官書」に「蚩尤旗、類彗星にして後ろ曲がり、象は旗の如し。見らるれば王者征伐す」と記載。『史記』「高祖本紀」によれば、赤帝子と称された劉邦は戦前に蚩尤を祭祀し、軍旗を血で赤色に染めたと記される。
さらに『路史』では蚩尤は中冀で解体され、その血は赤い鹹水となり、解州（現山西省運城市）の塩湖「解池」の名称の由来となった。蚩尤は兵器創造の罪を負ったため、後世の人々は蚩尤の血（塩）を食することとなったとされる。『述異記』にも、冀州の民で銅鉄の髑髏と不壊の歯が発掘され、これが蚩尤の死骸であると伝わると記されている。しかし、出土文献には蚩尤の遺体に関する異説が存在する。馬王堆帛書『黄帝四経』によれば、黄帝は蚩尤の皮膚で的（まと）を作り、髪で旌旗（せいき）を作り、胃袋で鞠（きく）を作り、骨肉を醢（ひしお）にしたと伝える。『清華簡』「五紀」篇では、蚩尤の髪は韮（にら）に化し、眉は茼蒿（しゅんぎく）に化し、目は菊（きく）に化し、鼻は葱（ねぎ）に化し、口は藭（きゅう）に化し、脇毛は茨（いばら）に化し、脚趾は芹（きん）に化したと説かれている。

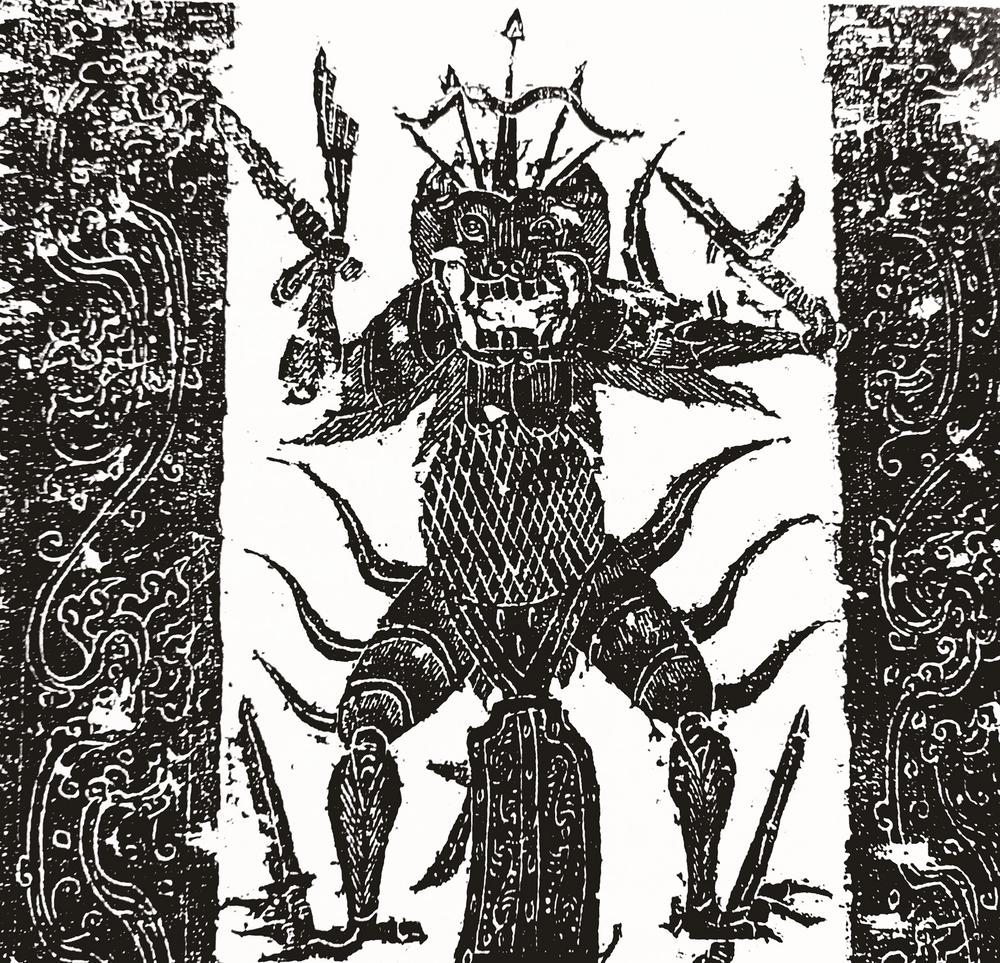
蚩尤五兵。山東省沂南県の漢墓壁画

### 兵主神
『史記』「封禅書」では蚩尤は八神のうちの「兵主神」に相当するとされ、戦の神と考えられている。戦争で必要となる戦斧、楯、弓矢など優れた武器を発明、あるいはそれらに金属を用いるようになったのは蚩尤であると伝承されており、『世本』では蚩尤が発明した五兵（5つの兵器）として戈（か）・矛（ぼう）・戟（げき）・酋矛（しゅうぼう）・夷矛（いぼう）が、『初学記』では蚩尤が発明した剣が、『龍魚河図』では兵杖・戟・刀・大弩が挙げられている。『呂氏春秋』「蕩兵」では、蚩尤は兵（兵器）を発明した元祖であると人々は言うが蚩尤は活用をしただけであり、それ以前から木などをつかった武器（械）は存在していた、と説かれている。蚩尤が反乱を起こしたことで、これ以降は法を定めて反乱を抑えなければいけなくなったとも言う。『管子』でも金属を用いて剣・鎧・矛・戟などを蚩尤がつくりだしたと記されているが、ここでは蚩尤が黄帝の権臣として登場しており、両者の関係性がまったく異なっている。
古代中国の鼎（かなえ）に文様として描かれている怪物のような顔は饕餮（とうてつ）を示したものとされることが多いが、この顔は蚩尤のものであるとする伝承も存在している。黄帝によって討たれた蚩尤の首をあらわしているとされる。

## 九黎
蚩尤に味方したのは勇敢で戦の上手い九黎族、北方に住む巨人族の夸父だった。蚩尤は九黎の一族の長であったとも考えられている。戦いに敗退した九黎族は逃れて三苗となった。『書経』の「呂刑」によると黄帝（堯であるとも）は敵討ちを心配して苗民を皆殺しにしているが、この南方の民を根絶やしにできず、その後、三苗人は歴代の王を執拗に悩ます手強い敵となった。

### 苗祖としての蚩尤
中華人民共和国の湘西トゥチャ族ミャオ族自治州花垣県（湖南省）では2001年に「苗族始祖蚩尤像」という蚩尤の大立像が建造された。また、彭水ミャオ族トゥチャ族自治県（重慶市）には、「蚩尤九黎城」という蚩尤を祭祀した施設があり、2014年には九黎神柱という高さ24メートルにもおよぶ石刻柱が建てられている。これらに代表されるような蚩尤関係の顕彰は同地における蚩尤に関する民間伝承されていた祭祀と、古代の伝説に登場する蚩尤・九黎・三苗の存在を根拠として20世紀以後に構築された「苗族の始祖（苗祖）は蚩尤である」という説を色濃く土台としたものである。

### 蚩尤と苗族古歌
叙事詩『苗族古歌』「楓木歌」には、「姜尤」または「姜央」（Jangx Vangb）と呼ばれる苗族の始祖が登場し、蚩尤と同一視される。彼は、楓木の樹心から誕生した女神・「妹榜妹留」（Mais Bangx Mais Liuf）の子孫の一人である。ミャオ族における楓の樹への信仰は、蚩尤の化身との関連性を持つと見做されている。
また、関嶺プイ族ミャオ族自治県（貴州省）には、伝説の人物「格蚩尤老」（Gid Chib Yeul Laol）を蚩尤とみなす異説も存在する。しかし、神話学者の中には、「格蚩尤老」のミャオ語における本来の意味が「英雄的な老人」であることを指摘し、このような強引な結び付けは誤読であるとする見解を示す者もいる。